# مونیکا آبوت
مونیکا آبوت (انگلیسی: Monica Abbott؛ زادهٔ ۲۸ ژوئیهٔ ۱۹۸۵) بازیکن سافت‌بال اهل ایالات متحده آمریکا است.